# Paradox zajímavého čísla
Paradox zajímavého čísla (anglicky Interesting number paradox) je humorný paradox, který vyvstává při snaze klasifikovat každé přirozené číslo buď jako zajímavé nebo nezajímavé. Paradox říká, že každé přirozené číslo je zajímavé. Důkaz je proveden sporem: pokud existuje neprázdná množina nezajímavých přirozených čísel, existovalo by nejmenší nezajímavé číslo – ale nejmenší nezajímavé číslo je samo o sobě zajímavé, protože je nejmenším nezajímavým číslem, čímž vzniká rozpor.
„Zajímavost“ čísel není v matematice formálním termínem, ale zdá se, že mezi některými matematiky pracujícími v oboru teorie čísel existuje vrozená představa „zajímavosti“. V diskusi mezi matematiky G. H. Hardym a Šrínivásou Rámanudžanem o zajímavých a nezajímavých číslech Hardy poznamenal, že číslo 1729 taxíku, kterým jel, se zdálo „spíše nudné“, a Rámamudžan okamžitě odpověděl, že je zajímavé, protože je nejmenším číslem, které je součtem dvou druhých mocnin dvěma různými způsoby.